# 科利科
46°07′38″N 9°22′39″E / 46.12724730000001°N 9.377602099999999°E
科利科（義大利語：Colico），是意大利莱科省的一个市镇。总面积35平方公里，人口7488人，人口密度213.9人/平方公里（2009年）。国家统计（ISTAT）代码为097023。

## 姊妹城市
- 德国巴登－符腾堡沃尔费格